# Grandifoxus lindbergi
Grandifoxus lindbergi är en kräftdjursart som först beskrevs av Gurjanova 1953.  Grandifoxus lindbergi ingår i släktet Grandifoxus och familjen Phoxocephalidae. Inga underarter finns listade i Catalogue of Life.